# Sant Miquel de Besan
Sant Miquel de Besan és una església romànica de l'entorn del poble de Besan, en el terme municipal d'Alins, a la comarca del Pallars Sobirà. Es troba a uns 300 metres en línia recta al sud-est del poble de Besan, en una carena contrafort pel sud-oest del Roc-roi. S'hi arriba pel camí de Besan des de la Borda de Felip, agafant el corriol que segueix la carena cap a llevant en el moment que el camí de Besan comença a baixar cap al poble.

## Descripció
És una capella d'una sola nau coberta amb una estructura d'embigat, refeta el 1986, amb un absis semicircular cobert amb una volta de canó, fet que li dona una curiosa estructura d'absis trapezoïdal a l'interior, i semicircular a l'exterior. Aquesta té dues finestres de doble esqueixada, situada a la façana sud. En canvi, la porta i la finestra que se situen a la façana de ponent, corresponen als processos de reforma que tingué l'edifici. Es tracta d'una construcció que ha sofert moltes modificacions, però que podem datar de finals del segle xi o inicis del XII.

## Història
No es coneixen notícies documentals sobre aquesta capella. Tan sols sabem que era d'Ainet de Besan l'any 1904.
La capella de Sant Miquel es troba, totalment isolada, al caire del serrat que separa la vall de Besam de la Vall de Ferrera. Per anar-hi cal prendre el corriol que porta a Besan, que surt des de Can Felip, un gran casal que hi ha entre Araós i Ainet de Besan, a peu de la carretera. Quan s'arriba al cim del serrat, des d'on es baixa cap a Besan, cal seguir-lo en direcció a Llevant, on fins a trobar la capella, molt amagada entre els arbres.
El 19 de març de 1984 es va inaugurar la rehabilitació de l'ermita, obres en les quals hi va col·laborar la Generalitat de Catalunya, la borda de Felip, l'Associació pel Patrimoni de la Vall Ferrera i el Club Excursionista Pirenaic.